# Parque nacional Cadena Principal
El parque nacional Cadena Principal (en inglés: Main Range National Park) es un parque nacional en Queensland (Australia), ubicado a 85 km al suroeste de Brisbane. Forma parte del sitio Bosques húmedos Gondwana de Australia, clasificado como Patrimonio de la Humanidad desde 1986. Protege la parte oeste de un semicírculo de montañas al sureste de Queensland conocido como las crestas pintorescas (scenic rim). El parque se extiende desde la montaña Canguro al sur hasta el pico Wilsons en el límite con Nueva Gales del Sur e incluye el monte Superbus (1375 m), al sudeste de los picos más altos de Queensland.
Los bosques abiertos del parque, la selva tropical y las montañas son el hábitat de gran variedad de animales, muchos de ellos en peligro de extinción. Se piensa que el Paso de Spicer es un camino tradicional de los aborígenes para cruzar desde el centro del territorio hacia la costa. En 1828, Allan Cunningham descubrió la ruta por las montañas que ahora se llama el paso de Cunningham, sin embargo, puede ser visto fácilmente desde Brisbane. Stockman Henry Alphen descubrió el paso de Spicer en 1847. La vía del paso Spicer, utilizada para suplir de lo necesario la localidad de Darling Downs, es uno de los ejemplos que quedan de la ingeniería elaborada del siglo XIX en Queensland.
Véase también: Zonas protegidas de Queensland
- Datos: Q1628962
- Multimedia: Main Range National Park / Q1628962